# دوك كيسي
دوك كيسي (بالإنجليزية: Doc Casey) هو لاعب كرة قاعدة أمريكي، ولد في 15 مارس 1870 في لورانس في الولايات المتحدة، وتوفي في 31 ديسمبر 1936 في ديترويت في الولايات المتحدة.